# Vägsele
Vägsele är en by i Lycksele kommun, Lappland längs länsväg 365, militärvägen, och strax söder om Öreälven. Här sammanstrålar vägarna Åsele–Lycksele samt gamla vägen Vilhelmina–Lycksele.
Byn är ca 300 år gammal och ligger på Stöttingfjället.
Högsta punkten på Vägseleberget, som är berget byn är belägen på, är 465 möh. 
Vägsele hade 35 invånare 2018. 
Mellan åren 2015 till 2019 hade byn en negativ befolkningskurva, då invånare antalet minskade från ca 45 personer till 35, men på senare år har byn haft en positiv befolkningstillväxt och i slutet av 2022 bodde 41 personer i byn. På 1970-talet bodde uppemot 100 personer i byn.
Fram till 2001 hade byn en skola som idag funkar som bostad till bärplockare. Byn har även haft en affär, som idag används som byastuga, skoterförsäljare och taxi under 1900-talet.
Poeten Bo Setterlind har rötter till byn genom sin mormor, och hälsade ofta på släktingar i byn. Många av hans dikter är inspirerade av bygden och folket som bor där. Dikten "Drömmarnas Skepp" blev, tillsammans med Staffan Percy tonsatt i ett hus i byn som höll på att byggas.
Phål Pehrsson var byns första nybyggare i början av 1700-talet. 